# حيز خلفي للعضد
الحيز الخلفي للعضد أو الحيز الباسط للعضد (بالإنجليزية: Posterior compartment of the arm)‏ هو حيز تشريحي يحتوي على عضلتين هما العضلة ثلاثية الرؤوس العضدية والعضلة المرفقية وظيفتهما الأساسية هي البسط. يتم تعصيب هاتين العضلتين بواسطة العصب الكعبري.